# 蒙素芬
蒙素芬（1932年10月—2020年3月17日），女，贵州贞丰人，中华人民共和国政治人物，贵州省政协原副主席。

## 生平
1950年12月参加工作。1953年加入中國共產黨。1954年，当选第一届全国人民代表大会代表。歷任全国民主妇女联合会执行委员会委员，贞丰县妇联主任，贵州省妇联副主任、主任，贵州省第四至第七届政协副主席，第九屆全國政協常務委員等職。2004年退休。2020年3月17日上午10时02分在贵阳逝世。